# Aérodrome de Fayence - Tourrettes
L'aérodrome de Fayence-Tourrettes (code OACI : LFMF) est un aérodrome du Var. 
Il est situé à 1,5 km au sud de Fayence et de Tourrettes, deux communes du département du Var en Provence-Alpes-Côte d'Azur.

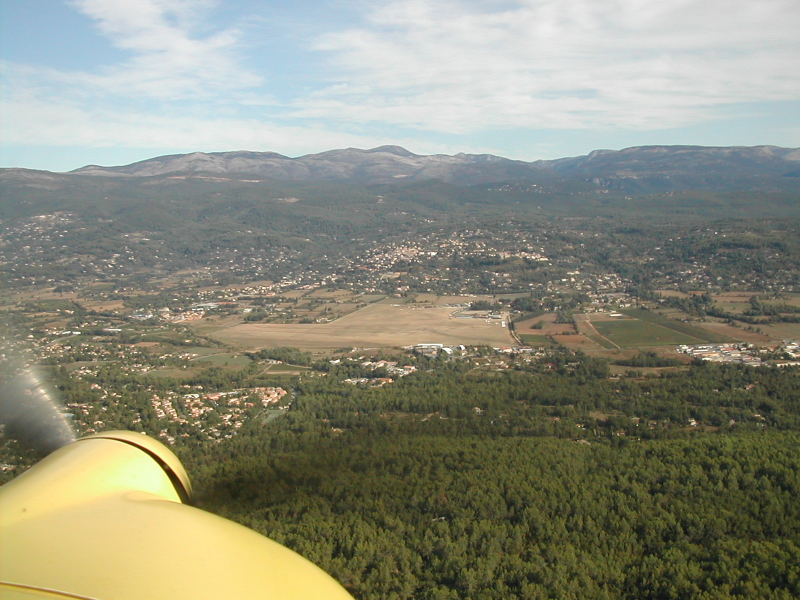
Aérodrome de Fayence-Tourrettes vu du ciel

C'est le siège du club de vol à voile, l'Association Aéronautique Provence Côte d'Azur (AAPCA).

## Description
L'aérodrome de Fayence-Tourrettes est construit sur 45 ha. Il possède trois pistes en herbe dont une piste de 830 mètres de long sur 45 mètres de large.

## Historique
La naissance de l'aérodrome de Fayence a lieu par décret du 30 septembre 1929, signé par le Président de la République Gaston Doumergue et le Ministre de la guerre André Maginot.
Ils déclarent d'utilité publique l'acquisition de plusieurs parcelles de terrain en vue de l'aménagement d'un aérodrome à Fayence. La prise de possession de ces parcelles est déclarée d'urgence.
Le 16 février 1931 les 46 propriétaires signèrent leur acte de vente. En juin 1931 puis en avril et octobre 1932, quatre autres propriétaires complètent l'acquisition par l’État de l'aérodrome de Fayence et c'est en hiver 1934 que l'aérodrome est opérationnel.
Le 4 juin 1937, un nouveau décret ordonne l'achat de nouvelles terres sur la commune de Tourrettes, aux fins d'agrandir le terrain. Le 15 septembre 1937 la base aérienne dénommée "Groupe Régional Aéronautique d'Observation no 548 (GAO 548) s'installe sur la commune de Fayence.
Avec les avions d'observation ANF Les Mureaux, les pilotes avaient comme mission de photographier et établir des repères sur les Alpes du Sud pour l'État-Major.
À la déclaration de guerre avec l'Allemagne en 1939, le GAO 548 (Groupe Aérien d'Observation) fut muté immédiatement en Alsace. Une escadrille de chasse de la base aérienne 102 Dijon-Longvic remplaça le GAO. Ils ne restèrent pas longtemps à Fayence car le terrain trop court ne convenait pas à ces avions rapides.
Entre 1940 et 1944 le terrain de Fayence -Tourrettes fut successivement occupé par les Italiens et les Allemands et il ne fut libéré par les GI que le 15 août 1944. 
À la fin de la guerre, les vélivoles niçois optèrent pour Fayence, car ils étaient chassés de l'aéroport de Nice réservé à l'aviation commerciale.
En 1946 les vélivoles cannois furent expulsés de l'aéroport de Cannes - Mandelieu réservé aux avions à moteur. L’État leur attribua le terrain militaire inutilisé de Fayence-Tourrettes et l'aérodrome de Fayence-Tourrettes devint ainsi la plate-forme de référence des vélivoles azuréens.
Depuis 1977, l'aérodrome est administré par le Syndicat mixte pour l'aménagement et l'exploitation du centre de vol à voile de Fayence-Tourrettes qui délègue à l'AAPCA l'aménagement, l'entretien et l'exploitation du terrain. L'A.A.P.C.A étant une association de vélivoles, le terrain se trouve réservé à la pratique du vol à voile et l'aérodrome est devenu le premier centre européen de vol à voile. Il génère, à ce titre, une partie de l'activité touristique de la commune et de la région, dans l'accueil d'utilisateurs français et européens.